# Ngwah
Ngwah est une localité du Cameroun située dans la commune de Fundong et le département du Boyo.

## Population
Lors du recensement de 2005, on a dénombré 4 516 personnes.